# Tina Križan
Tina Križan (Maribor, 18 marzo 1974) è un'ex tennista jugoslava, successivamente slovena.

## Carriera
In carriera ha vinto 6 titoli di doppio. Nei tornei del Grande Slam ha ottenuto il suo miglior risultato raggiungendo i quarti di finale di doppio agli US Open nel 2001, agli Australian Open nel 2002 e a Wimbledon sempre nel 2002.
In Fed Cup ha disputato un totale di 72 partite, ottenendo 42 vittorie e 30 sconfitte.

## Statistiche

### Doppio

#### Vittorie (6)
| Numero | Anno              | Torneo                                         | Superficie  | Compagna           | Avversarie in finale                    | Punteggio     |
| 1.     | 8 ottobre 1995    | Commonwealth Bank Tennis Classic, Surabaya     | Cemento     | Petra Kamstra      | Nana Miyagi Stephanie Reece             | 2-6, 6-4, 6-1 |
| 2.     | 19 aprile 1998    | Makarska International Championships, Macarsca | Terra rossa | Katarina Srebotnik | Karin Kschwendt Evgenija Kulikovskaja   | 7-6, 6-1      |
| 3.     | 18 luglio 1999    | Internazionali Femminili di Palermo, Palermo   | Terra rossa | Katarina Srebotnik | Åsa Svensson Sonya Jeyaseelan           | 4-6, 6-3, 6-0 |
| 4.     | 16 aprile 2000    | Estoril Open, Lisbona                          | Terra rossa | Katarina Srebotnik | Amanda Hopmans Cristina Torrens Valero  | 6-0, 7-6      |
| 5.     | 16 settembre 2001 | Waikoloa Championships, Waikoloa               | Cemento     | Katarina Srebotnik | Els Callens Nicole Pratt                | 6-2, 6-3      |
| 6.     | 16 gennaio 2005   | Canberra Women's Classic, Canberra             | Cemento     | Tathiana Garbin    | Gabriela Navrátilová Michaela Paštiková | 7-5, 1-6, 6-4 |

### Doppio

#### Finali perse (14)
| Numero | Anno              | Torneo                                       | Superficie  | Compagna           | Avversarie in finale                | Punteggio     |
| 1.     | 13 ottobre 1996   | Commonwealth Bank Tennis Classic, Surabaya   | Cemento     | Noëlle van Lottum  | Alexandra Fusai Kerry-Anne Guse     | 4-6, 4-6      |
| 2.     | 24 novembre 1996  | Pattaya Women's Open, Pattaya                | Cemento     | Nana Miyagi        | Miho Saeki Yuka Yoshida             | 3-6, 5-7      |
| 3.     | 12 luglio 1998    | WTA Austrian Open, Maria Lankowitz           | Terra rossa | Katarina Srebotnik | Laura Montalvo Paola Suárez         | 1-6, 2-6      |
| 4.     | 26 settembre 1999 | Fortis Championships Luxembourg, Lussemburgo | Sintetico   | Katarina Srebotnik | Irina Spîrlea Caroline Vis          | 1-6, 2-6      |
| 5.     | 31 ottobre 1999   | Generali Ladies Linz, Linz                   | Sintetico   | Larisa Neiland     | Irina Spîrlea Caroline Vis          | 4-6, 3-6      |
| 6.     | 7 maggio 2000     | Croatian Bol Ladies Open, Vallo della Brazza | Terra rossa | Katarina Srebotnik | Julie Halard-Decugis Corina Morariu | 2-6, 2-6      |
| 7.     | 15 ottobre 2000   | Japan Open Tennis Championships, Tokyo       | Cemento     | Katarina Srebotnik | Julie Halard-Decugis Corina Morariu | 1-6, 2-6      |
| 8.     | 19 novembre 2000  | Pattaya Women's Open, Pattaya                | Cemento     | Katarina Srebotnik | Yayuk Basuki Caroline Vis           | 3-6, 3-6      |
| 9.     | 16 aprile 2001    | Estoril Open, Estoril                        | Terra rossa | Katarina Srebotnik | Kveta Hrdlicková Barbara Rittner    | 6-3, 5-7, 1-6 |
| 10.    | 19 agosto 2001    | Canada Masters, Toronto                      | Cemento     | Katarina Srebotnik | Kimberly Po-Messerli Nicole Pratt   | 3-6, 1-6      |
| 11.    | 24 febbraio 2002  | Copa Colsanitas, Bogotà                      | Terra rossa | Katarina Srebotnik | Virginia Ruano Pascual Paola Suárez | 3-6, 2-6      |
| 12.    | 2 marzo 2002      | Abierto Mexicano Telcel, Acapulco            | Terra rossa | Katarina Srebotnik | Virginia Ruano Pascual Paola Suárez | 5-7, 1-6      |
| 13.    | 23 febbraio 2003  | Copa Colsanitas, Bogotà                      | Terra rossa | Tetjana Perebyjnis | Katarina Srebotnik Åsa Svensson     | 2-6, 1-6      |
| 14.    | 22 maggio 2004    | Internationaux de Strasbourg, Strasburgo     | Terra rossa | Katarina Srebotnik | Lisa McShea Milagros Sequera        | 4-6, 1-6      |

## Vittorie contro giocatrici Top 10
| Stagione | 1995 | Totale |
| Vittorie | 1    | 1      |

| #    | Giocatrice   | Ranking | Evento          | Superficie  | Turno   | Punteggio     | Rank. TKR |
| ---- | ------------ | ------- | --------------- | ----------- | ------- | ------------- | --------- |
| 1995 |              |         |                 |             |         |               |           |
| 1.   | Jana Novotná | 5       | Fed Cup, Murcia | Terra rossa | EA ZI-A | 0-6, 6-3, 6-3 | 103       |